# Micky Maus Wunderhaus
Micky Maus Wunderhaus (im Original: Mickey Mouse Clubhouse) ist eine US-amerikanische Animationsserie, die von Disney Television Animation produziert wurde. Die Serie richtet sich an Kinder im Vorschulalter und spornt zum Mitmachen an. Sowohl in den USA als auch in Deutschland läuft die Serie auf dem Disney Channel. Zudem lief sie auf Super RTL. 
Eine Neuauflage erschien 2025 mit Micky Maus Wunderhaus+. Die Neuauflage hatte seine Premiere am 21. Juli 2025 auf dem englischsprachigen Disney Jr. und einen Tag später auf Disney+ für alle anderen Regionen. Eine deutsche Ausstrahlung ist ab September auf dem deutschsprachigen Disney Channel angesetzt.

## Konzept
Hauptcharaktere der Serie sind die bekannten Disneyfiguren Micky Maus, Minnie Maus und Donald Duck, Goofy, Daisy und Pluto. In jeder Folge erleben Micky und seine Freunde Abenteuer, in deren Verlauf sie Probleme lösen müssen. Dabei soll sowohl das Lösen von praktischen Problemen als auch Zählen und Rechnen geübt werden.

## Episoden
Übersicht der Staffeln und Episoden in Deutschen Fernsehen im Vergleich zum Original:

### Micky Maus Wunderhaus (2006–2016)
| Staffel | Folge | Deutscher Titel                        | Originaltitel                                                                              |
| 1       | 1     | Daisys Schafe                          | Daisy-Bo-Peep                                                                              |
| 1       | 2     | Eine Überraschung für Minnie           | A Surprise for Minnie                                                                      |
| 1       | 3     | Goofy und das Vögelchen                | Goofy’s Bird                                                                               |
| 1       | 4     | Donalds grosses Ballon-Wettfliegen     | Donald’s Big Balloon Race                                                                  |
| 1       | 5     | Plutos Ball                            | Pluto’s Ball                                                                               |
| 1       | 6     | Donald und die Kletterbohne            | Donald and the Beanstalk                                                                   |
| 1       | 7     | Micky geht angeln                      | Mickey Goes Fishing                                                                        |
| 1       | 8     | Goofys Reise zum Mars                  | Goofy on Mars                                                                              |
| 1       | 9     | Donald der Froschkönig                 | Donald the Frog Prince                                                                     |
| 1       | 10    | Minnies Geburtstag                     | Minnie’s Birthday                                                                          |
| 1       | 11    | Daisys Tanz                            | Daisy’s Dance                                                                              |
| 1       | 12    | Micky und die Helloween-Party          | Mickey’s Treat                                                                             |
| 1       | 13    | Micky spielt Verstecken                | Mickey Go Seek                                                                             |
| 1       | 14    | Pluto gibt sein Bestes                 | Pluto’s Best                                                                               |
| 1       | 15    | Micky auf Schatzsuche                  | Mickey’s Treasure Hunt                                                                     |
| 1       | 16    | Daisy und die Luftballons              | Daisy in the Sky                                                                           |
| 1       | 17    | Minnie als Rotkäppchen                 | Minnie Red Riding Hood                                                                     |
| 1       | 18    | Pluto als Hundebabysitter              | Pluto’s Puppy-Sitting Adventure                                                            |
| 1       | 19    | Goofys große Zaubershow                | Goofy the Great                                                                            |
| 1       | 20    | Donalds verlorener Löwe                | Donald’s Lost Lion                                                                         |
| 1       | 21    | Micky rettet den Weihnachtsmann        | Mickey Saves Santa                                                                         |
| 1       | 22    | Daisy als Ärztin                       | Doctor Daisy, M.D.                                                                         |
| 1       | 23    | Mickys Farbenabenteuer                 | Mickey’s Color Adventure                                                                   |
| 1       | 24    | Minnie als Dornröschen                 | Sleeping Minnie                                                                            |
| 1       | 25    | Donalds Schluckauf                     | Donald’s Hiccups                                                                           |
| 1       | 26    | Goofys Streichelzoo                    | Goofy’s Petting Zoo                                                                        |
| 2       | 1     | Goofy und die Tanzparty                | Fancy Dancin’ Goofy                                                                        |
| 2       | 2     | Mickys hilfreiche Händchen             | Mickey’s Handy Helpers                                                                     |
| 2       | 3     | Goofy der Heimwerker                   | Goofy the Home Maker                                                                       |
| 2       | 4     | Die Zeitmaschine                       | Goofy Baby                                                                                 |
| 2       | 5     | Minnies Picknick                       | Minnie’s Picnic                                                                            |
| 2       | 6     | Mickys grosse Überraschung             | Mickey’s Big Surprise                                                                      |
| 2       | 7     | Minnie und die Detektive               | Minnie’s Mystery                                                                           |
| 2       | 8     | Daisys Haustiere                       | Daisy’s Pet Project                                                                        |
| 2       | 9     | Goofys Training                        | Goofy in Training                                                                          |
| 2       | 10    | Micky und die Zahlen                   | Mickey’s Round-Up                                                                          |
| 2       | 11    | Mickys großes Konzert                  | Mickey’s Big Band Concert                                                                  |
| 2       | 12    | Ein Päckchen für Donald                | Donald’s Special Delivery                                                                  |
| 2       | 13    | Goofys Hut                             | Goofy’s Hat                                                                                |
| 2       | 14    | Clarabellas Jahrmarkt                  | Clarabelle’s Clubhouse Carnival                                                            |
| 2       | 15    | Mickys und Minnies Dschungel Safari    | Mickey & Minnie’s Jungle Safari                                                            |
| 2       | 16    | Mickys Riesenhilfe                     | Mickey’s Big Job                                                                           |
| 2       | 17    | Mickys Komet                           | Mickey’s Comet                                                                             |
| 2       | 18    | Mickys Zeltlager                       | Mickey’s Camp Out                                                                          |
| 2       | 19    | Mickys Kunstausstellung                | Mickey’s Art Show                                                                          |
| 2       | 20    | Micky und das Drachenei                | Mickey and the Enchanted Egg                                                               |
| 2       | 21    | Plutos Schaumbad                       | Pluto’s Bubble Bath                                                                        |
| 2       | 22    | Ein verrückter Goofy Tag               | Goofy Goes Goofy                                                                           |
| 2       | 23    | Weltraum-Captain Donald                | Space Captain Donald                                                                       |
| 2       | 24    | Geheimagentin Daisy                    | Secret Spy Daisy                                                                           |
| 2       | 25    | Mickys verrückter Tag                  | „Rose Smelly Blimp Icky (before unscrambled) / Mickey’s Silly Problem (after unscrambled)“ |
| 2       | 26    | Minnies Regenbogen                     | Minnie’s Rainbow                                                                           |
| 2       | 27    | Karlos Strandparty                     | Pete’s Beach Blanket Luau                                                                  |
| 2       | 28    | Die grosse Zirkusshow                  | Pluto’s Playmate                                                                           |
| 2       | 29    | Ritter Goofy                           | Sir Goofs-a-Lot                                                                            |
| 2       | 30    | Mickys Danke-Für-Alles-Tag             | Mickey’s Thanks A Bunch Day                                                                |
| 2       | 31    | Die Freundschaftstags-Party            | The Friendship Team                                                                        |
| 2       | 32    | Die Suche nach den Kokosnüssen         | Goofy’s Coconutty Monkey                                                                   |
| 2       | 33    | Die Wunderhaus-Eisenbahn               | Choo-Choo Express                                                                          |
| 2       | 34    | Pluto der Rettungshund                 | Pluto to the Rescue                                                                        |
| 2       | 35    | Klarabellas Muh-sical                  | Clarabelle’s Clubhouse Mooo-sical                                                          |
| 2       | 36    | Mickys Nachricht vom Mars              | Mickey’s Message from Mars                                                                 |
| 2       | 37    | Donalds Enten                          | Donald’s Ducks                                                                             |
| 2       | 38    | Minnies Bienengeschichte               | Minnie’s Bee Story                                                                         |
| 2       | 39    | Goofy, der Superheld                   | Goofy’s Super Wish                                                                         |
| 3       | 1     | Goofys zauberhaftes Durcheinander      | Goofy’s Magical Mix-Up                                                                     |
| 3       | 2     | Daisys Grashüpfer                      | Daisy’s Grasshopper                                                                        |
| 3       | 3     | Minnies Kalender                       | Minnie’s Mouseke-Calendar                                                                  |
| 3       | 4     | Minnies Pyjama-Party                   | Minnie’s Pajama Party                                                                      |
| 3       | 5a    | Die Wunderhaus-Rallye (Teil 1)         | Road Rally PART 1 (Spezial)                                                                |
| 3       | 5b    | Die Wunderhaus-Rallye (Teil 2)         | Road Rally PART 2 (Spezial)                                                                |
| 3       | 6     | Goofys Ritterabenteuer                 | Goofy’s Giant Adventure                                                                    |
| 3       | 7     | Donald aus der Wüste                   | Donald of the Desert                                                                       |
| 3       | 8     | Die Riesenküken                        | The Go-Getters                                                                             |
| 3       | 9     | Toodles Geburtstag                     | Happy Birthday Toodles                                                                     |
| 3       | 10    | Micky und der Goldfisch                | Mickey’s Fishy Story                                                                       |
| 3       | 11a   | Das Weltraum-Abenteuer (Teil 1)        | Space Adventure PART 1 (Spezial)                                                           |
| 3       | 11b   | Das Weltraum-Abenteuer (Teil 2)        | Space Adventure PART 2 (Spezial)                                                           |
| 3       | 12    | Donald Duck Wunderhaus                 | Donald’s Clubhouse                                                                         |
| 3       | 13    | Pluto auf Katzensuche                  | Pluto Lends a Paw                                                                          |
| 3       | 14    | Donald und das Ei                      | Donald Hatches an Egg                                                                      |
| 3       | 15    | U-Boot-Käpt’n Micky                    | Aye, Aye, Captain Mickey                                                                   |
| 3       | 16    | Mickys Mauske-Training                 | Mickey’s Mousekersize                                                                      |
| 3       | 17    | Prinz Karlos Nickerchen                | Prince Pete’s Catnap                                                                       |
| 3       | 18    | Der Formentag                          | Mickey’s Show and Tell                                                                     |
| 3       | 19    | Super-Goofys Super-Puzzle              | Super Goof’s Super Puzzle                                                                  |
| 3       | 20    | Die goldene Boo Boo                    | The Golden Boo Boo                                                                         |
| 3       | 21    | Plutos Geschichte                      | Pluto’s Tale                                                                               |
| 3       | 22    | Goofys Denkkappe                       | Goofy’s Thinking Cap                                                                       |
| 3       | 23    | Minnies Schleifen-Boutique             | Minnie’s Bow-tique                                                                         |
| 3       | 24    | Minnies Maskenball                     | Minnie’s Masquerade                                                                        |
| 3       | 25    | Goofy ist weg                          | Goofy’s Gone                                                                               |
| 3       | 26    | Minnies und Daisys Blumenshow          | Minnie and Daisy’s Flower Shower                                                           |
| 3       | 27    | Plutos Kleiner Dinosaurier             | Pluto’s Dinosaur Romp                                                                      |
| 3       | 28    | Mickys kleine Parade                   | Mickey’s Little Parade                                                                     |
| 3       | 29    | Goofys Roboter                         | Goofy’s Goofbot                                                                            |
| 3       | 30    | Donald, der Lampengeist                | Donald the Genie                                                                           |
| 3       | 31    | Mickys Frühlingsüberraschung           | Mickey’s Springtime Surprise                                                               |
| 3       | 32    | Goofy, der Babysitter                  | Goofy Babysitter                                                                           |
| 3       | 33    | Der Wunderhaus Bahnhof                 | Mickey’s Train Station                                                                     |
| 4       | 1     | Donald Junior                          | Donald Jr.                                                                                 |
| 4       | 2     | Minnies außerirdische Teeparty         | Martian Minnie’s Tea Party                                                                 |
| 4       | 3     | Mickys Farm-Fest                       | Mickey’s Farm Fun Fair                                                                     |
| 4       | 4     | Daisys verzauberte Haare               | Daisy’s Pony Tale                                                                          |
| 4       | 5     | Mickys Rätsel                          | Mickey’s Mystery                                                                           |
| 4       | 6     | Goofys Mampf-Mobil                     | Chef Goofy On The Go                                                                       |
| 4       | 7     | Überraschung für Toodles               | Oh Toodles                                                                                 |
| 4       | 8     | Die Jagd nach dem Kristall-Micky       | Quest For the Crystal Mickey                                                               |
| 4       | 9     | Prinzessin Minnie-rella                | Minnie-rella                                                                               |
| 4       | 10    | Minnies Tiersalon                      | Minnie’s Pet Salon                                                                         |
| 4       | 11    | Mickys Mauskeball                      | Mickey’s Mousekeball                                                                       |
| 4       | 12    | U-Boot-Kapitän Micky                   | Sea Captain Mickey                                                                         |
| 4       | 13    | Ein Wunderhaus für Donald              | Donald’s Brand New Clubhouse                                                               |
| 4       | 14    | Mickys Mauske-Burtstag                 | Mickey’s Happy Mousekeday                                                                  |
| 4       | 15    | Mickys Wunderhaus rockt!               | Mickey’s Clubhouse Rocks                                                                   |
| 4       | 16    | Die Wunderhaus Weltreise               | Around the Clubhouse World                                                                 |
| 4       | 17    | Die kaputte Mitmach-Maschine           | Mickey's Mousekedoer Adventure                                                             |
| 4       | 18    | Popstar Minnie                         | Pop Star Minnie                                                                            |
| Spezial | 1     | Meeska, Muska, Micky Maus              | Mickey’s Great Clubhouse Hunt (DVD)                                                        |
| Spezial | 2     | Mickys Abenteuer im Wunderland         | Mickey’s Adventures in Wonderland (DVD)                                                    |
| Spezial | 3a    | Der Zauberer von Dizz (Teil 1)         | The Wizard of Dizz - PART 1 (Staffel 4)                                                    |
| Spezial | 3b    | Der Zauberer von Dizz (Teil 2)         | The Wizard of Dizz - PART 2 (Staffel 4)                                                    |
| Spezial | 4     | Micky und Donald haben eine Farm       | Mickey and Donald Have a Farm (Staffel 4)                                                  |
| Spezial | 5a    | Das Superhelden-Abenteuer (Teil 1)     | Super Adventure PART 1 (Disney+ Staffel 5)                                                 |
| Spezial | 5b    | Das Superhelden-Abenteuer (Teil 2)     | Super Adventure PART 2 (Disney+ Staffel 5)                                                 |
| Spezial | 6a    | Mickys Piratenabenteuer (Teil 1)       | Mickey’s Pirate Adventure PART 1 (Disney+ Staffel 5)                                       |
| Spezial | 6b    | Mickys Piratenabenteuer (Teil 2)       | Mickey’s Pirate Adventure PART 2 (Disney+ Staffel 5)                                       |
| Spezial | 7a    | Minnies Winter-Schleifenschau (Teil 1) | Minnies Winter Bow Show PART 1 (Disney+ Staffel 5)                                         |
| Spezial | 7b    | Minnies Winter-Schleifenschau (Teil 2) | Minnies Winter Bow Show PART 2 (Disney+ Staffel 5)                                         |
| Spezial | 8a    | Mickys Monster-Musical (Teil 1)        | Mickey's Monster Musical PART 1 (Disney+ Staffel 5)                                        |
| Spezial | 8b    | Mickys Monster-Musical (Teil 2)        | Mickey's Monster Musical PART 2 (Disney+ Staffel 5)                                        |
| Spezial | 9     | Mickys Sportfest                       | Mickey's sport-y-thon (Disney+ Staffel 4)                                                  |
| Spezial | 10a   | Ein Goofy-Märchen (Teil 1)             | A Goofy Fairy Tale PART 1 (Disney+ Staffel 5)                                              |
| Spezial | 10b   | Ein Goofy-Märchen (Teil 2)             | A Goofy Fairy Tale PART 2 (Disney+ Staffel 5)                                              |

### Micky Maus Wunderhaus+ (2025–)
| Staffel | Folge | Deutscher Titel                | Originaltitel               |
| 1       | 1     | Willkommen, kleiner Helfer!    | Mickey's New Helper         |
| 1       | 2     | Klarabellas neuer Hühnerstall  | Clarabelle's New Coop       |
| 1       | 3     | Goofys verschwundene Socken    | Goofy's Sock Hunt           |
| 1       | 4     | Welpe Pluto                    | Puppy Pluto                 |
| 1       | 5     | Hotdog-Pizza                   | Goofy Pizza                 |
| 1       | 6     | Minnies Dampforgel-Bahn        | Minnie's Tune Train         |
| 1       | 7     | Die wütenden Bienen            | Please the Bees             |
| 1       | 8     | Minnies Dinnerparty            | Minnie's Dinner Party       |
| 1       | 9     | Die Wanderung zum Goofy-Felsen | Minnie's Backpack Adventure |
| 1       | 10    | Das große Post-Durcheinander   | Mickey's Mail Mix-Up        |

Die Aufzählung der Episoden erfolgt landesspezifisch nach Erstausstrahlung, wobei in einigen Ländern die Spezialfolgen mit Überlängen (28:50 oder über 40 Minuten) einsortiert sind.
Die Wunderhaus-Eisenbahn (Choo-Choo Express) (hier Episode 2.33) ist im Original (in englischsprachigen Ländern) eine Episode mit ca. 42 Minuten Dauer (Spezial). Sie wurde zum einfacheren Senden in zwei Standard-Episoden mit 23 Minuten geteilt und mit einer kurzen Überleitung zum abschließenden Mauske-Tanz bzw. einer kurzen Einleitung versehen. Der zweite Teil wurde hierzu in Der Wunderhaus Bahnhof (Mickey's Train Station) (hier Episode 3.33) umbenannt.
Die Deutsche Film- und Medienbewertung FBW in Wiesbaden verlieh folgenden Episoden/Veröffentlichungen das Prädikat wertvoll:
- Micky Maus Wunderhaus Micky rettet den Weihnachtsmann sowie
- Muska, Micky Maus „Micky Maus Wunderhaus“ Meeska.

## Musik
Das Titellied wird von der Band They Might Be Giants gesungen.

## Synchronisation
| Originalsprecher                                  | Deutsche Sprecher    | Figuren                      |
| Wayne Allwine (Staffel 1–3) Bret Iwan (Staffel 4) | Mario von Jascheroff | Micky Maus                   |
| Russi Taylor                                      | Diana Borgwardt      | Minnie Maus                  |
| Bill Farmer                                       | Walter Alich         | Goofy                        |
| Bill Farmer                                       | –                    | Pluto                        |
| Tony Anselmo                                      | Peter Krause         | Donald Duck                  |
| Tress MacNeille                                   | Sabine Arnhold       | Daisy Duck                   |
| Tress MacNeille                                   | Stefanie Schmidt     | Chip                         |
| Corey Burton                                      | Wolfgang Ziffer      | Chap                         |
| Corey Burton                                      | Eberhard Prüter      | Primus von Quack (1. Stimme) |
| April Winchell                                    | Almut Zydra          | Klarabella Kuh               |
| Jim Cummings                                      | Tilo Schmitz         | Kater Karlo                  |

## Neuauflage
Am 18. August 2023 wurde bekannt gegeben, dass eine Neuauflage unter dem Arbeitstitel Mickey Mouse Clubhouse 2.0 in Produktion sei. Die Rückkehr der meisten Darsteller, um ihre Rollen wieder aufzunehmen, wurde offiziell bekannt gegeben, womit auch Kaitlyn Robrock und Brock Powell bekannt gegeben wurden, die Rollen von Russi Taylor und Will Ryan zu übernehmen.